# Embonsäure
Embonsäure oder Pamoasäure ist ein Derivat der 2-Naphthalincarbonsäure (2-Naphthoesäure). Sie entsteht bei der Reaktion von 3-Hydroxy-2-naphthalincarbonsäure mit Formaldehyd. Die Salze der Embonsäure werden als Embonate oder Pamoate bezeichnet.

## Verwendung
Embonsäure bildet mit basischen Arzneistoffen meist sehr schwer lösliche Salze, aus denen der Wirkstoff nur langsam freigesetzt wird. Derartige Embonate werden daher in der Pharmazie als Depotarzneiformen eingesetzt.

## Namensherkunft
Die Bezeichnung Embonsäure ist eine Abkürzung für den chemischen Namen 4,4'-Methylenbis(3-hydroxy-2-naphthoesäure). Die Herkunft des Namens Pamoasäure ist nicht ganz sicher. Wahrscheinlich leitet er sich von dem Antimalaria-Mittel Pamaquin her. Dieses war die erste flüssige Base, die als festes Pamoat eingesetzt wurde.